# Örjeg megállóhely
A megállóhely még jóval a vonal bezárása előtt megszűnt. 1971-ben még működött, de az 1984-es vasúti térképen már nincs jelölve.

## Vasútvonalak
Az állomást az alábbi vasútvonalak érinti:
Kisőrös-Kalocsa Vasútvonal

## Megközelítése
Örjeg megállóhelyen, amely 7 kilométerre fekszik Keceltől, 3 kilométerre Öregcsertőtől.